# 샬로텐룬 요새

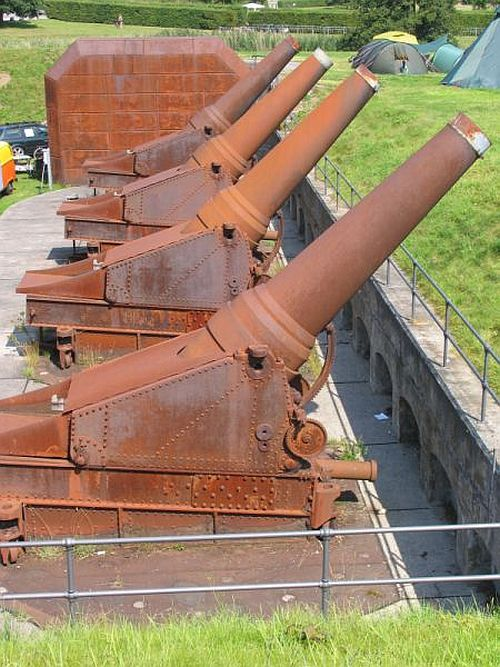
샬로텐룬 요새

샬로텐룬 요새(Charlottenlund Fort)는 샬로텐룬에 위치한 요새이다.